# Literatura Foiro
Literatura Foiro – dwumiesięcznik literacki wydawany w języku esperanto od czerwca 1970 roku.
Jest to najstarsze i najważniejsze czasopismo literackie wydawane w esperanto. Zostało ono założone przez mediolańskie koło literackie La Patrolo. Czasopismo jest drukowane w Bułgarii, wcześniej było drukowane w Mediolanie (w latach 1970–1975 i 1985–1996) i La Chaux-de-Fonds (lata 80. XX wieku). Początkowo był wydawany jako miesięcznik.
Pierwszy numer, wydany w czerwcu 1970 roku, liczył dwanaście stron. Przez pierwsze lata czasopismo było wydawane we Włoszech, od 1980 roku gazeta należy do Kooperativ de Literatura Foiro (LF-Koop), spółdzielni zajmującej się wydawaniem książek, prasy, filmów oraz albumów muzycznych w esperanto. W grudniu 2002 roku ukazał się 200. numer czasopisma.
Obok artykułów związanych z literaturą, w czasopiśmie są publikowane również teksty poświęcone: muzyce, bibliotekoznawstwu, polityce kulturalnej, językoznawstwu. Dominującą grupą autorów publikujących na łamach dwumiesięcznika są włoscy esperantyści. Na łamach pisma publikowano również teksty włoskich literatów, nieznających esperanta. Z czasopismem współpracowali m.in. Umberto Eco i Mario Luzi.
Redaktorzy naczelni czasopisma: Giorgio Silfer (1970–1980), Perla Martinelli (1980–1995), Ljubomir Trifonĉovski (1996–2013), Carlo Minnaja (2014), Zlatoje Martinow (2015–2019), Perla Martinelli (od 2019).